# Ross Stewart (Fußballspieler, 1995)
Ross Mark Stewart (* 10. April 1995 in Glasgow) ist ein schottischer Fußballtorhüter, der bei Queen of the South unter Vertrag steht.

## Karriere

### Verein
Ross Stewart spielte in seiner Jugend beim FC Motherwell und stand ab der Saison 2012/13 im Kader der ersten Mannschaft. Bis zum Jahr 2015 kam Stewart zu keinem Einsatz in der Liga, da er in drei verschiedenen Spielzeiten jeweils hinter Darren Randolph, Gunnar Nielsen und Dan Twardzik nur Ersatztorhüter war.
Im Juni 2015 unterschrieb Stewart einen Vertrag beim schottischen Drittligisten Albion Rovers aus Coatbridge, nachdem er Motherwell verlassen hatte. In zwei Spielzeiten absolvierte er sämtliche Ligaspiele. Danach wechselte der Torhüter im Jahr 2017 zum Zweitligisten St. Mirren. Bei den „Saints“ spielte er wie zuvor bei Albion gemeinsam in einer Mannschaft mit seinem Namensvetter Ross Stewart. Als Zweitligameister stieg Stewart mit St. Mirren in die Scottish Premiership auf, war jedoch hinter Craig Samson „zweiter Torhüter“. Nach nur einem Jahr wechselte er weiter zum FC Livingston. In der Erstligasaison 2018/19 war er hinter Liam Kelly Ersatztorhüter, und kam an den letzten beiden Ligaspieltagen zum Einsatz. Nachdem Kelly den Verein verlassen hatte, duellierte sich Stewart mit Matija Šarkić und Robby McCrorie um den Platz im Tor. Stewart absolvierte sieben Ligaspiele bis zum Januar 2020, bevor er zum Zweitligisten Queen of the South verliehen wurde. Ab August folgte eine Leihe zum ebenfalls zweitklassigen Heart of Midlothian. Mit den „Hearts“ feierte er den zweiten Aufstieg seiner Karriere als Meister der zweiten Liga. Obwohl er hinter dem schottischen Nationaltorhüter Craig Gordon nur die „Nummer 2“ war, wurde er im Anschluss der Leihe fest verpflichtet.

### Nationalmannschaft
Ross Stewart absolvierte internationale Länderspiele in verschiedenen Juniorenmannschaften von Schottland. Er debütierte im Jahr 2011 in der schottischen U17 gegen Österreich. 2018 folgte ein Einsatz im Tor der U18 gegen Israel. Im März 2014 wurde Stewart letztmals in der U19 gegen die Schweiz eingesetzt.